# Lago Gurzia
Il lago Gurzia (a volte chiamato anche lago di Vidracco o lago di Vistrorio) è un bacino lacustre artificiale originato dallo sbarramento del torrente Chiusella poco a valle della confluenza con il suo principale affluente, il Savenca. 
Esso è situato a 432 m di altezza tra i comuni di Vidracco e di Vistrorio, entrambi in provincia di Torino.

## Morfologia
L'invaso ha forma grossomodo romboidale con la diagonale maggiore orientata in senso sud-ovest/nord-est. In destra idrografica è dominato dal centro comunale di Vidracco, che si allunga parallelamente allo specchio d'acqua attorno ai 470 m di quota; la riva opposta è invece fiancheggiata per quasi tutta la propria lunghezza dalla SP 64 della Valchiusella. Le sponde del bacino si presentano per la maggior parte alberate e piuttosto ripide eccetto che nella zona più a monte.

## La diga

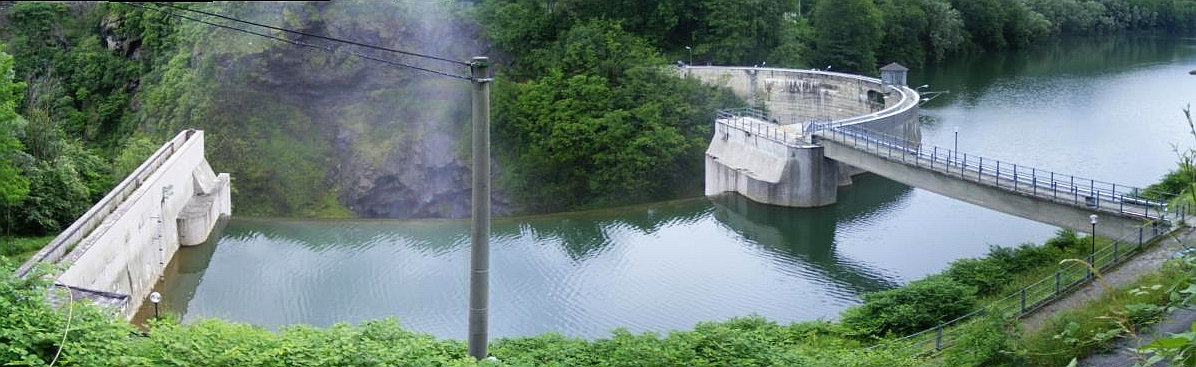
Lo sfioratore e il coronamento della diga visti da sud-est

La struttura dell'attuale sbarramento risale al 1922 ; si tratta di una diga ad arco semplice alta 50 metri, data in concessione ad Enel Produzione S.p.A. per uso idroelettrico. Il volume invasato è di 1,26 milioni di metri cubi.
Lo sbarramento ha fondazioni che appoggiano su un substrato formato da una morena pleistocenica  appartenente all'Anfiteatro morenico d'Ivrea. Le acque di sfioramento del lago si gettano nella gola posta a valle dello stesso con un'alta cascata che diventa spettacolare nei periodi in cui il torrente è ricco d'acqua.
Una condotta interrata alimenta la sottostante centrale idroelettrica di Ponte Preti, situata in comune di Strambinello.
La centrale ha due gruppi di generazione per una potenza di 6,2 MW e sfrutta una portata idrica di 3,2 m³/s con un salto di 132 m. La centrale è una delle più antiche d'Italia, essendo la sua costruzione iniziata nel 1888.

## Escursionismo
Appena ad ovest del lago si trovano il poggio della Torre Cives (585 m) e i monti Pelati, tutelati dall'omonima riserva naturale. Il comune di Vidracco ha recentemente realizzato un ecomuseo dell'acqua ed alcuni sentieri e piccole aree attrezzate nella zona del lago permettendo il collegamento pedonale con i percorsi escursionistici all'interno della riserva.